# 德·拉朗德撞击坑
德·拉朗德撞击坑是金星上的一个多环撞击坑。 直径21.6公里、壁宽5.6公里。该撞击坑有外缘，但没有内峰，位置靠近火山-牛拉山。 

## 同名陨石坑

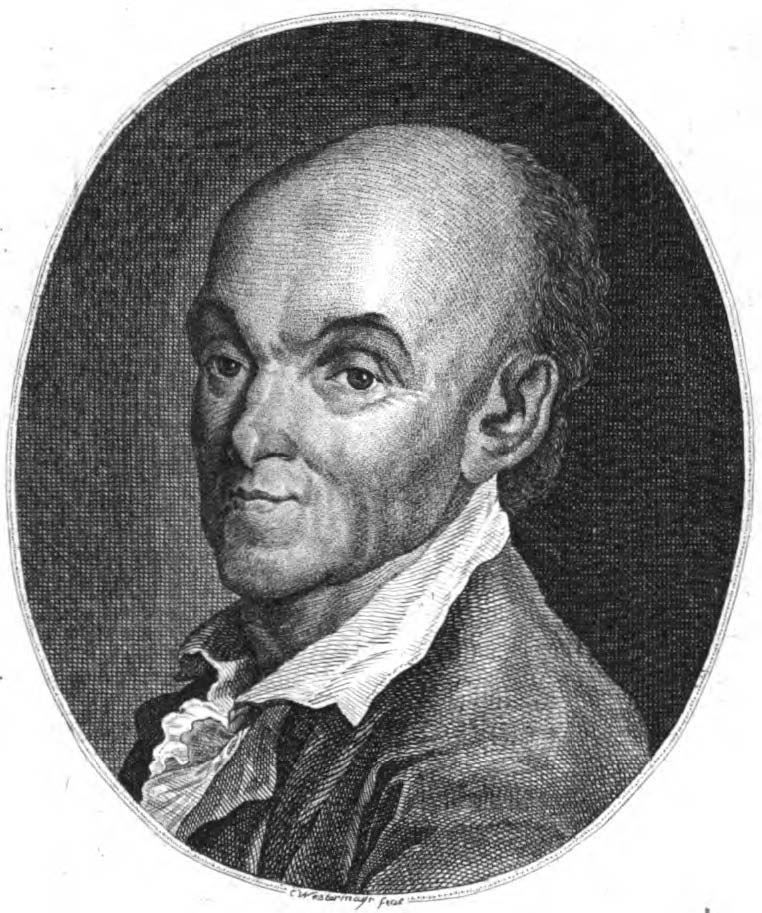
法国天文学家：杰罗姆·拉朗德

1935年月球上一个陨石坑也被命名为德·拉朗德撞击坑，主要是以表彰法国天文学家杰罗姆·拉朗德(1732-1807)，同时，在1971年5月13日再次以他的名字命名了小行星 9136-拉朗德星。

## 参阅
1. ↑  . USGS.   [2012-11-19]. （原始内容存档于2021-02-24）.
2. ↑  . USRA.   [2012-11-19]. （原始内容存档于2017-08-20）.
3. ↑  Weitz, Catherine E. . NASA.   [2012-11-19]. （原始内容存档于2020-11-28）.
4. ↑  . messier.seds.org.   [2012-11-19]. （原始内容存档于2020-02-02）.